# 프로즌 (2010년 홍콩 영화)
프로즌(為你鍾情, Frozen)은 홍콩에서 제작된 곽자건 감독의 2010년 판타지, 멜로/로맨스 영화이다. 문영산 등이 주연으로 출연하였고 곽자건 등이 제작에 참여하였다.

## 출연

### 주연
- 문영산
- 위란
- 정 바오루이
- 정염려
- 추개광
- 곡덕소
- 유호룡
- 적룡
- 소음음
- 유호룡
- 소음음
- 리즈팅
- 여명
- 장젠팅

## 제작진
- 조감독: 진혜기
- 미술: 장세굉
- 의상: 장세굉